# Division No 9 (Alberta)
Pour les articles homonymes, voir Division No 9.
La Division No 9 est une division de recensement de 21 290 habitants en 2011, située dans la province d'Alberta, au Canada.